# Prix Vincent-Massey
Au Canada, les prix Vincent-Massey pour l'aménagement urbain ont été institués en 1971. Ils couvrent diverses catégories, soient: la plantation d'arbres, le logement, la conservation de rues à caractère historique et les promenades. Vincent Massey fut Gouverneur Général du Canada, de 1952 à 1959.

## Lauréats
- 1971 Jean-Claude Leclerc, pour un complexe formé du nouvel Hôtel de ville, de la bibliothèque municipale et du Centre Culturel de Trois-Rivières (future Maison de la Culture), bâti en 1967.